# Delegati delle Isole Vergini americane alla Camera dei rappresentanti degli Stati Uniti d'America
I delegati delle Isole Vergini Americane alla Camera dei rappresentanti degli Stati Uniti sono politici eletti alla Camera dei rappresentanti degli Stati Uniti dal territorio non incorporato delle Isole Vergini Americane. Essendo un territorio privo di personalità giuridica, le Isole Vergini Americane non hanno il diritto di eleggere senatori, ma sono in grado di eleggere un delegato non votante alla Camera. Il delegato può partecipare, e votare, nelle commissioni. I delegati rappresentano il grande distretto congressuale delle Isole Vergini Americane e vengono eletti per due anni a partire dal 3 gennaio successivo alla loro elezione a novembre. Il primo delegato fu eletto nel 1972.

## Elenco dei delegati
| N.                                       | Foto                                     | Delegato                                 | Partito                                  | Carica                                   | Carica                                   | Congresso | Mandato                    | Storia elettorale |
| N.                                       | Foto                                     | Delegato                                 | Partito                                  | Inizio                                   | Termine                                  | Congresso | Mandato                    | Storia elettorale |
| ---------------------------------------- | ---------------------------------------- | ---------------------------------------- | ---------------------------------------- | ---------------------------------------- | ---------------------------------------- | --------- | -------------------------- | ----------------- |
| 1                                        |                                          | Ron de Lugo (1930-)                      | Democratico                              | 3 gennaio 1973                           | 3 gennaio 1979                           | 93        | 1                          | Eletto nel 1972   |
| 1                                        | 94                                       | Ron de Lugo (1930-)                      | Democratico                              | 3 gennaio 1973                           | 3 gennaio 1979                           | 2         | Rieletto nel 1974          |                   |
| 1                                        | 95                                       | Ron de Lugo (1930-)                      | Democratico                              | 3 gennaio 1973                           | 3 gennaio 1979                           | 3         | Rieletto nel 1976          |                   |
| 2                                        |                                          | Melvin H. Evans (1917-1984)              | Repubblicano                             | 3 gennaio 1979                           | 3 gennaio 1981                           | 96        | 1                          | Eletto nel 1978   |
| 3                                        |                                          | Ron de Lugo (1930-)                      | Democratico                              | 3 gennaio 1981                           | 3 gennaio 1995                           | 97        | 1                          | Eletto nel 1980   |
| 3                                        | 98                                       | Ron de Lugo (1930-)                      | Democratico                              | 3 gennaio 1981                           | 3 gennaio 1995                           | 2         | Rieletto nel 1982          |                   |
| 3                                        | 99                                       | Ron de Lugo (1930-)                      | Democratico                              | 3 gennaio 1981                           | 3 gennaio 1995                           | 3         | Rieletto nel 1984          |                   |
| 3                                        | 100                                      | Ron de Lugo (1930-)                      | Democratico                              | 3 gennaio 1981                           | 3 gennaio 1995                           | 4         | Rieletto nel 1986          |                   |
| 3                                        | 101                                      | Ron de Lugo (1930-)                      | Democratico                              | 3 gennaio 1981                           | 3 gennaio 1995                           | 5         | Rieletto nel 1988          |                   |
| 3                                        | 102                                      | Ron de Lugo (1930-)                      | Democratico                              | 3 gennaio 1981                           | 3 gennaio 1995                           | 6         | Rieletto nel 1990          |                   |
| 3                                        | 103                                      | Ron de Lugo (1930-)                      | Democratico                              | 3 gennaio 1981                           | 3 gennaio 1995                           | 7         | Rieletto nel 1992          |                   |
| 4                                        |                                          | Victor O. Frazer (1943-)                 | Indipendente                             | 3 gennaio 1995                           | 3 gennaio 1997                           | 104       | 1                          | Eletto nel 1994   |
| 5                                        |                                          | Donna Christensen (1945-)                | Democratico                              | 3 gennaio 1997                           | 3 gennaio 2015                           | 105       | 1                          | Eletta nel 1996   |
| 5                                        | 106                                      | Donna Christensen (1945-)                | Democratico                              | 3 gennaio 1997                           | 3 gennaio 2015                           | 2         | Rieletta nel 1998          |                   |
| 5                                        | 107                                      | Donna Christensen (1945-)                | Democratico                              | 3 gennaio 1997                           | 3 gennaio 2015                           | 3         | Rieletta nel 2000          |                   |
| 5                                        | 108                                      | Donna Christensen (1945-)                | Democratico                              | 3 gennaio 1997                           | 3 gennaio 2015                           | 4         | Rieletta nel 2002          |                   |
| 5                                        | 109                                      | Donna Christensen (1945-)                | Democratico                              | 3 gennaio 1997                           | 3 gennaio 2015                           | 5         | Rieletta nel 2004          |                   |
| 5                                        | 110                                      | Donna Christensen (1945-)                | Democratico                              | 3 gennaio 1997                           | 3 gennaio 2015                           | 6         | Rieletta nel 2006          |                   |
| 5                                        | 111                                      | Donna Christensen (1945-)                | Democratico                              | 3 gennaio 1997                           | 3 gennaio 2015                           | 7         | Rieletta nel 2008          |                   |
| 5                                        | 112                                      | Donna Christensen (1945-)                | Democratico                              | 3 gennaio 1997                           | 3 gennaio 2015                           | 8         | Rieletta nel 2010          |                   |
| 5                                        | 113                                      | Donna Christensen (1945-)                | Democratico                              | 3 gennaio 1997                           | 3 gennaio 2015                           | 9         | Rieletta nel 2012 Ritirata |                   |
| 6                                        |                                          | Stacey Plaskett (1966-)                  | Democratico                              | 3 gennaio 2015                           | in carica                                | 114       | 1                          | Eletta nel 2014   |
| 6                                        | 115                                      | Stacey Plaskett (1966-)                  | Democratico                              | 3 gennaio 2015                           | in carica                                | 2         | Rieletta nel 2016          |                   |
| 6                                        | 116                                      | Stacey Plaskett (1966-)                  | Democratico                              | 3 gennaio 2015                           | in carica                                | 3         | Rieletta nel 2018          |                   |
| 6                                        | 117                                      | Stacey Plaskett (1966-)                  | Democratico                              | 3 gennaio 2015                           | in carica                                | 4         | Rieletta nel 2020          |                   |
| Da determinarsi con le elezioni del 2022 | Da determinarsi con le elezioni del 2022 | Da determinarsi con le elezioni del 2022 | Da determinarsi con le elezioni del 2022 | Da determinarsi con le elezioni del 2022 | Da determinarsi con le elezioni del 2022 | 118       |                            |                   |
| Da determinarsi con le elezioni del 2024 | Da determinarsi con le elezioni del 2024 | Da determinarsi con le elezioni del 2024 | Da determinarsi con le elezioni del 2024 | Da determinarsi con le elezioni del 2024 | Da determinarsi con le elezioni del 2024 | 119       |                            |                   |